# Шафран банатский
Шафра́н бана́тский, или Кро́кус банатский (лат. Crocus banaticus) — вид однодольных растений рода Шафран (Crocus) семейства Ирисовые (Iridaceae). Растение впервые описано в 1831 году французским ботаником Жаком Этьеном Ге.

## Распространение, описание
Произрастает в Восточной Европе: в основном в Румынии, а также на Украине и, ранее, в Сербии.
Произрастает на лугах и в лиственных лесах.
Многолетнее травянистое растение 15—30 см высотой. Листья линейные, до 15 см длиной. Цветёт осенью, бледно-лиловыми или сиреневыми цветками с шестью лепестками.

## Значение
Выращивается как декоративное растение.

## Замечания по охране
Занесён в Красные книги Сербии и Украины. Ранее включался в Красную книгу СССР.
Единственный участок произрастания вида в Сербии был со временем уничтожен в результате хозяйственной деятельности.

## Систематика
Синонимичные названия — Crocus iridiflorus (Heuff.), Crocus herbertianus (Körn.), Crociris iridiflora ((Heuff.) Schur), Crocus nudiflorus (Schult.) (исключён).